# Патриарший крест
Патриарший крест (☨ символ юникода U+2628) — геральдическая фигура, представляющая собой крест с двумя или тремя поперечинами. Нередко используется в качестве символа Православной церкви. Две поперечины располагаются в верхней части креста, причём верхняя короче нижней. Но могут располагаться по центру с равными по длине поперечными перекладинами, как и в лотарингском кресте. Третья короткая поперечина, если она есть, расположена в нижней части креста, и нередко изображается наклонённой так, что левая от зрителя сторона приподнята.

Русский православный крест (патриарший крест с тремя перекладинами)

В римско-католической церкви патриарший крест используется в гербах архиепископов как символ их сана для отличия от епископов, не имеющих архиепископского ранга. В связи с этим патриарший крест иногда также называют архиепископским.
Существуют разногласия по поводу определения патриаршего креста. Наиболее распространённая точка зрения предполагает, что патриарший крест может иметь как две, так и три поперечины. Церковными документами количество перекладин креста не регламентируется.
Согласно альтернативной точке зрения, патриарший крест — это крест с тремя поперечинами, а крест с двумя поперечинами — это лотарингский крест. Патриарший крест, как правило, своим происхождением связан с Византией и используется преимущественно в Восточной Европе. Лотарингский крест, происходящий из французской провинции Лотарингия, распространён в западноевропейской геральдической традиции. Лотарингские кресты встречаются с равными по длине поперечинами, а одна из них может находиться в нижней половине перекладины.

## Символизм патриаршего креста

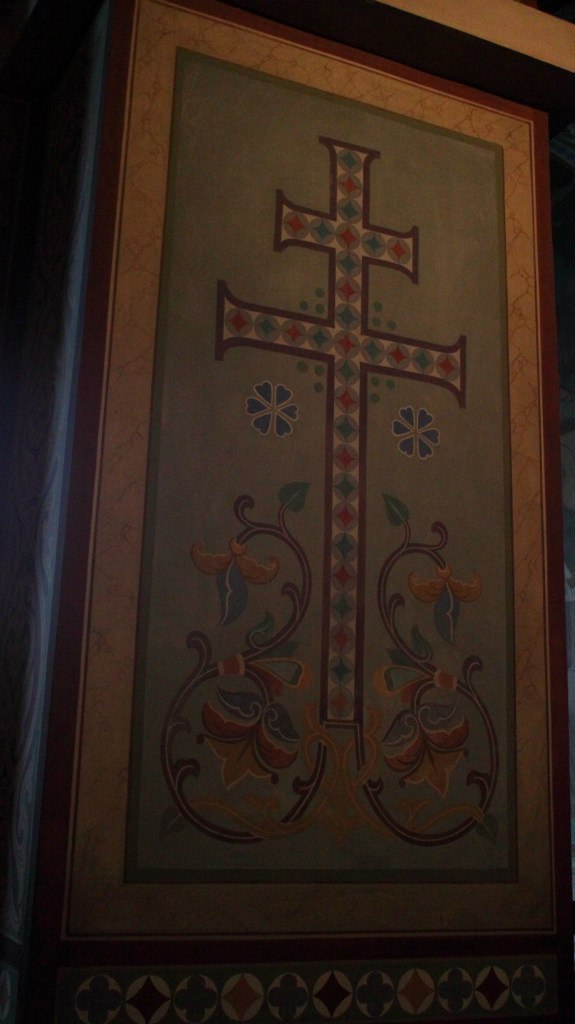
Крест с двумя перекладинами на фреске новгородского собора святой Софии

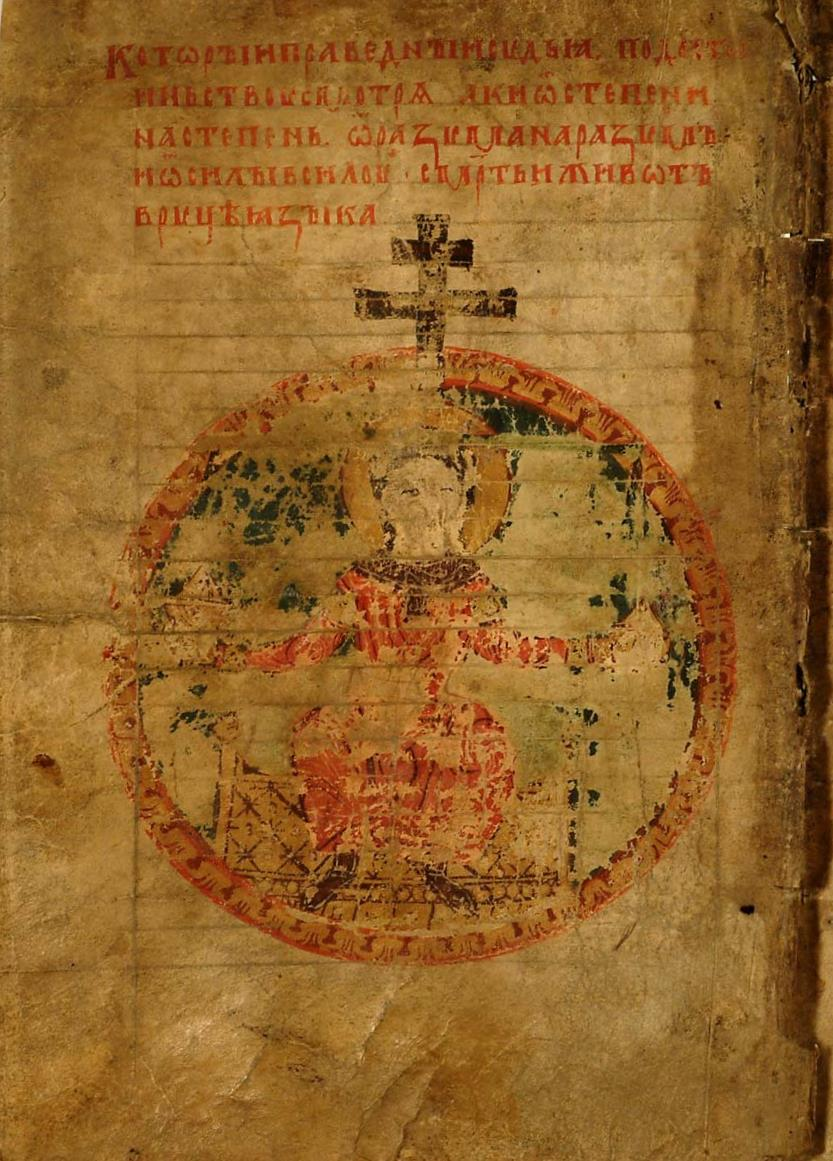
Образ Спасителя под патриаршим крестом. Древнерусский сборник Мерило Праведное, список XIV века

Патриарший крест в варианте с тремя перекладинами, как правило, трактуется как символическое изображение креста, на котором был распят Иисус Христос. Верхняя перекладина при этом олицетворяет табличку с надписью «Иисус Назорей, Царь Иудейский» (латинское сокращение INRI, русское — ИНЦИ), прибитую над головой Христа перед казнью, а нижняя — перекладину, к которой были прибиты ноги Иисуса. Наклон нижней черты в символическом виде отражает поведение двух разбойников, распятых вместе с Христом: если один из них насмехался над Иисусом, то второй перед смертью искренне раскаялся в своих преступлениях. В таком виде крест является символом Православной церкви и может называться «православным крестом». По другой церковной трактовке, нижняя перекладина — подставка для ног, призванная служить для увеличения мучений Распятого, так как обманчивое ощущение некоторой опоры под ногами побуждает казнимого невольно пытаться облегчить свою тяжесть, опираясь на неё, чем только продлевается самое мучение.

## Использование патриаршего креста и схожих символов

### Происхождение
Впервые крест с двумя перекладинами в качестве геральдического символа засвидетельствован в Византии. Так, шестиконечный крест изображался на печати наместника крымского города Херсонеса. Именно с византийским влиянием и миссионерской деятельностью Кирилла и Мефодия традиция связывает появление патриаршего креста в Нитранском княжестве — предшественнике Великоморавской державы. При этом скорее всего он не был символом государственной власти, а являлся личным знаком князя (позже — короля), аналогично орлу франкских королей. Использовался патриарший крест и в ряде других славянских государств.

### Венгрия
После падения Великоморавской державы и перехода словацких земель под власть Венгрии, патриарший крест начинает использоваться и в венгерской геральдике. Первый венгерский король Иштван I, до своего восхождения на престол правивший Нитранским княжеством, эпизодически использовал его на своих монетах. При короле Беле III (1174—1196) изображение патриаршего креста становится венгерском гербом; этот же герб использовал король Бела IV (1235—1270). При Лайоше I (1342—1382) патриарший крест вновь появляется на государственном гербе в качестве одного из элементов. При этом он воспринимался как герб словацких земель в составе венгерского королевства. Патриарший крест изображён и на современных венгерском и словацком гербах.

### Герб Ягеллонов
С 1386 года шестиконечный крест используется как главный элемент герба Ягеллонов — королевской династии, основателем которой был великий князь литовский и король польский Ягайло. В этом качестве крест становится частью герба Великого княжества Литовского — «Погони».

### Лотарингский крест
Ещё одной областью Европы, где применялся крест с двумя перекладинами, была Лотарингия — область на границе Франции и Германии. Использовавшаяся здесь геральдическая фигура получила название «лотарингский крест» (фр. Croix de Lorraine, иногда «анжуйский крест», фр. Croix de Anjou). Лотарингский крест схож с патриаршим крестом, однако на патриаршем кресте поперечины, как правило, расположены в верхней части креста, а верхняя поперечина короче нижней. Лотарингский же крест может изображаться с двумя равными по длине поперечинами; при этом они могут располагаться не только в верхней части фигуры. С 1940 года лотарингский крест использовался в качестве символа движения Сражающаяся Франция, а после окончания Второй мировой войны стал символом голлистов. Помимо этого, с 1902 года лотарингский крест является символом борьбы против туберкулёза.

### Каравака
В Польше с конца XVIII и до начала XX века была широко распространена так называемая «каравака» — шестиконечный крест (иногда его именовали «холерным крестом» или «крестом святого Бенедикта»). Этот символ происходит из испанского города Каравака-де-ла-Крус, в соборе которого хранится местная реликвия — частица Истинного креста, вправленная в шестиконечный крест, принадлежавший, по легенде, епископам Иерусалима, и обретённый чудесным образом. В Польше крест такой формы был популярным оберегом от различных болезней; на его перекладинах могла располагаться молитва святым. Верхняя поперечина обычно была короче нижней, однако не всегда: значительная часть каравак имела перекладины равной длины.

Некоторые примеры
Герб города Каравака-де-ла-Крус
Герб католического архиепископа (версия с паллием)
Герб Ягеллонов
Современный герб Венгрии
Современный герб Словакии
Проект герба Дриссы в Российской империи, 1863
Флаг «Свободной Франции»: лотарингский крест на фоне французского триколора

### Символы Юникода
В Юникоде предусмотрены отдельные коды для патриаршего креста с тремя перекладинами (православного креста) U+2626 ☦ orthodox cross, для лотарингского U+2628 ☨ cross of lorraine, а также для латинского U+271D ✝ latin cross.